# Sœurs de la Charité de la Vierge des Douleurs, mère de Dieu
Les sœurs de la Charité de la Vierge des Douleurs, mère de Dieu sont une congrégation religieuse féminine hospitalière de droit diocésain.

## Historique
La congrégation, la première en Allemagne après la Révolution française, est fondée à Münster le 1er novembre 1808 sur le modèle des filles de la charité par Clément-Auguste Droste zu Vischering, vicaire général du diocèse de Münster, pour l'éducation de la jeunesse et le soin des malades et des nécessiteux. En 1820, les religieuses assument la direction de la Clemenshospital of Münster, à partir de laquelle elles prennent le titre de clémentines.
Friedrich Leopold de Stolberg, comte de Stolberg, fournit des ressources financières à la congrégation naissante et Bernard Overberg (de), recteur du séminaire de Münster, collabore avec le fondateur pour l'organisation de l'institut. Johann Georg Müller, évêque de Münster, érige la congrégation en droit diocésain le 30 octobre 1858, confirmé le 10 février 1943 par Clément Auguste von Galen. La seconde Guerre mondiale cause de graves dommages à la congrégation, la maison mère et de nombreux couvents sont détruits et 101 religieuses décèdent.  
Une sœur de la congrégation, Marie Euthymie Üffing, est béatifiée par le pape Jean-Paul II le 7 octobre 2001.

## Activités et diffusion
Les sœurs clémentines dirigent des hôpitaux, des lieux de nutrition et d'allaitement, des jardins d'enfants et des maisons de repos.
Elles sont présentes en Allemagne et au Rwanda. 
La maison-mère est à Münster. 
La congrégation comptait 497 sœurs en 52 maisons en 2001.